# Atto ablatorio
L'atto ablatorio, nell'ambito del diritto amministrativo italiano, è un atto amministrativo attraverso il quale la pubblica amministrazione italiana priva il titolare di un diritto reale, estinguendolo o trasferendolo coattivamente ad un altro soggetto, oppure lo limita nella sua estensione. 

## Descrizione
L'atto ablatorio è un atto quindi posto in essere da una pubblica amministrazione, che si distingue dagli altri atti amministrativi perché produce effetti sfavorevoli (privazione od estinzione di un diritto) nella sfera giuridica dei suoi destinatari. È quindi un provvedimento amministrativo in quanto va ad incidere nella sfera giuridica dei destinatari amministrati.
La giustificazione dell'atto ablativo, che sacrifica una posizione altrimenti protetta dall'ordinamento, è da ritrovare all'interno del generale principio che muove l'amministrazione, ossia è un tipo di attività esercitata anche tramite dei poteri privativi volti principalmente a soddisfare un interesse collettivo e pertanto di carattere pubblico.

## Elenco
Sono atti ablativi: 
- espropriazione per pubblica utilità;
- requisizione;
- occupazione di urgenza;
- confisca amministrativa;
- sequestro cautelare amministrativo;
- avocazione di cave e torbiere alle Regioni.